# Щетинки членистоногих

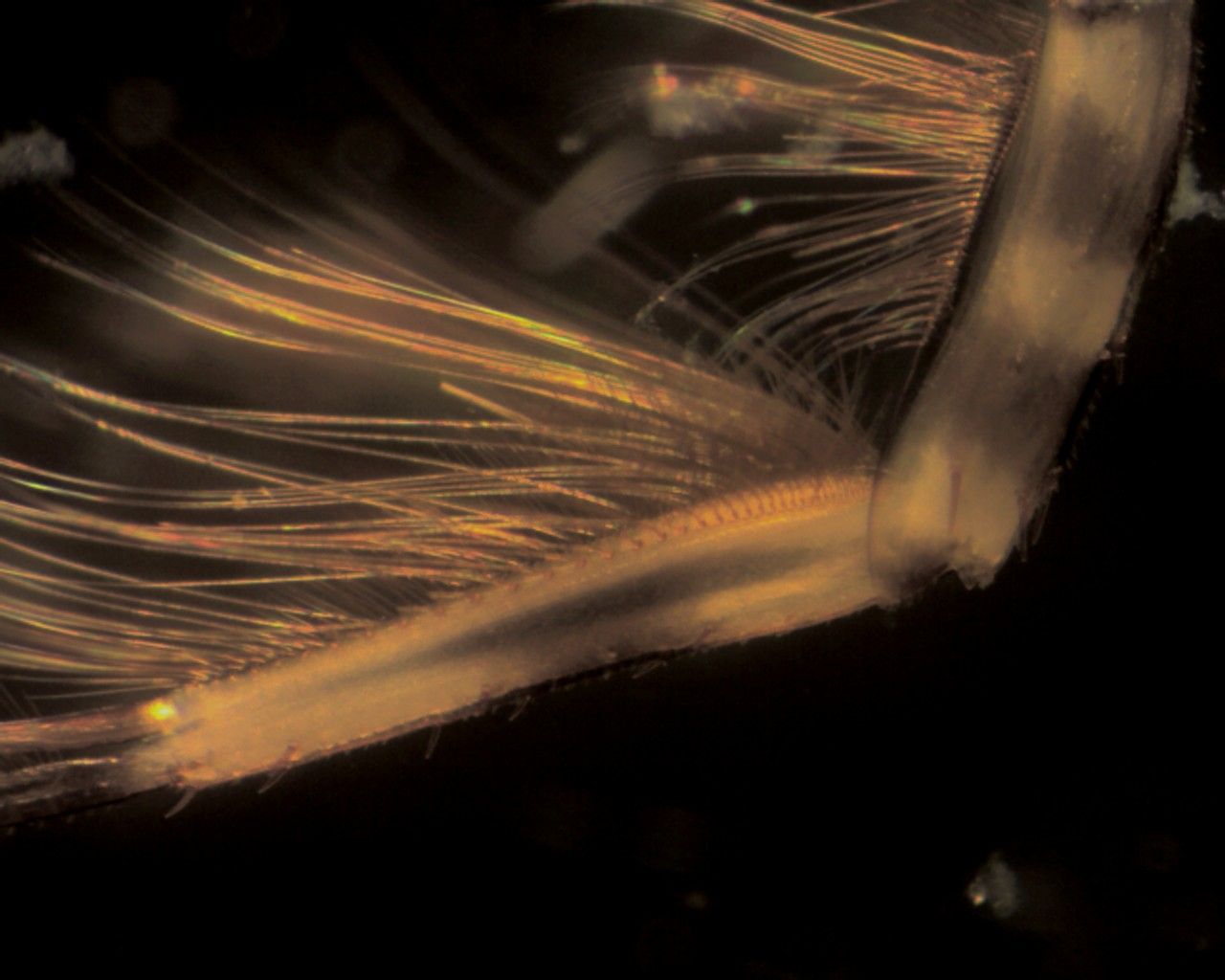
Щетинки на ногах у подёнки

Щетинки (лат. setae) — хитиновые выросты экзокутикулы у членистоногих, подвижно сочлененные с покровом. Формирование щетинки происходит с помощью специальной трихогенной клетки эпидермиса. Неподвижные и нечленистые острые выросты кутикулы не являются щетинками и представляют собой шипы.

## Описание
Щетинки чаще представляют собой гибкие волоски, могут быть сплошными или полыми внутри. Они имеют большое морфологическое и функциональное разнообразие. На плавательных конечностях насекомых и ракообразных находятся специализированные ветвящиеся или перистые щетинки, которые увеличивают площадь поверхности ног. Сходные щетинки могут служит в качестве фильтра для извлечения пищевых частиц из воды. Водные насекомые покрыты плотным «войлоком» тонких щетинок, которые используются для удерживания воздушного слоя вокруг тела при нахождении под водой. У гусениц бабочек встречаются ядовитые щетинки. Щетинки формируются трихогенными клетками, а сочленовные ямки, в которых подвижно крепятся щетинки, образуются тормогенными клетками. Кроме того, модифицированные щетинки служат важной структурной частью наружных рецепторов членистоногих.
Для представителей обширного класса насекомых щетинки (setae, или волосовидные отростки), составляют основной покров тела. Некоторые отростки толстые и веретенообразные, такие отростки называют шиповидными (spine-like setae). Другие бывают ветвистыми или перьевидными и называются перистыми волосками (plumose hairs); другие представляют собой плоские сквамозные структуры различной формы, называемые чешуйками (scales). Кроме того, также имеются одноклеточные выросты многих других видов, имеющие форму конусов, шипов, крючков, бугорков, лопаточек, бугорчатых волосков и так далее, но все они в своей основе являются щетинковидными структурами.
У паукообразных широко распространены трихоботрии (trichos — волосок, bothrium — чаша) — тонкие твердые щетинки, которые в качестве механорецепторов помогают воспринимать слабые движения воздуха или колебания паутины. Трихоботрии прикреплены к кутикулярной мембране ботрии (дну чашевидного углубления кутикулы). Своим проксимальным концом эти щетинки соединены с дендритами чувствительных нейронов.
Расположение и тип щетинок (хетотаксия) на различных участках тела членистоногих имеет важное таксономическое значение.

### Структура щетинок
Типичная щетинка (seta) представляет собой тонкий волосовидный отросток кутикулы, образованный плазматическим выростом из одной крупной эпидермальной клетки. В зрелом состоянии плазматическое ядро обычно сокращается и в большей или меньшей степени выводится из полости сеты, но при каждой линьке сета может реформироваться за счет нового выроста из генеративной клетки. Основание сеты располагается в небольшом мембранном кольце стенки тела, называемом сетальной мембраной (smb), которая может быть вдавлена в волосяную впадину или сетальную альвеолу (Alv), а последняя может быть приподнята на бугорке. Под основанием щетинки цилиндрическая внутренняя полость кутикулы, называемая трихопором, содержит дистальные части клеток, связанных с щетинками.

### Ядовитые щетинки
Гусеницы некоторых видов бабочек (Lepidoptera) снабжены волосками (длинными щетинками), из которых выделяется раздражающий яд. Он образуется в специальных ядовитых железах, связанных с трихогенными клетками, из которых выделяется яд раздражающего действия. Яд выделяется из концов волосков, когда кончики последних отламываются. Ядовитые гусеницы встречаются в семействах Хохлатки (Notodontidae), Мегалопигиды (Megalopygidae), Медведицы (Arctiidae), Совки (Noctuidae), Слизневидки (Eucleidae), Павлиноглазки (Saturniidae) и Нимфалиды (Nymphalidae).
Защитные жгучие щетинки имеют некоторые пауки, например, пауки-птицееды (Theraphosidae) имеют их на брюшке. Благодаря своим зазубринам они вонзаются в кожу мелких млекопитающих, проникающих в норки пауков, и вызывают сыпь и зудящую боль у человека.

### Чешуйки
Мелкие, плоские, чешуевидные структуры (чешуйки), составляющие покров тела взрослых чешуекрылых и некоторых других насекомых, представляют собой сильно видоизмененные одноклеточные выросты стенки тела, которые, вероятно, произошли от обычных щетинок. Каждая чешуйка возникает в виде тупого отростка, образованного выростком из специальной чешуйчатой клетки эпидермиса крыла. По мере удлинения отростка он приобретает форму небольшого мешочка и, наконец, уплощается, образуя чешуйку. Когда формирование чешуйки подходит к концу, чешуеобразующая клетка дегенерирует и выходит из просвета чешуйки. Две горизонтальные стенки чешуи объединены вертикальными кутикулярными перемычками, которые служат для придания жесткости чешуе, скрепляя её верхнюю и нижнюю поверхности. Считается, что пигментация чешуи образуется за счет кровяных телец, которые попадают в полностью сформированную чешую после втягивания первичной клетки чешуи. Радужная окраска, характерная для большинства чешуек насекомых, является результатом скульптурного формирования поверхности самой чешуйки.